# Río Seco (Tucumán)
Río Seco es una localidad localizada en el centro-sur de la provincia de Tucumán, Argentina. A la vista de las precordilleras de los Andes, cerca de las orillas del río del mismo nombre. Especialmente en el tiempo que dura la zafra es un lugar muy concurrido por personas de todo el país como parte de su principal actividad económica.  
Se encuentra aproximadamente a unos 60 km al sur de San Miguel de Tucumán. 
En Río Seco se encuentran una estación ferroviaria, el ingenio azucarero "La Providencia" que abastece al productor de caramelos más grande del mundo, la empresa Arcor, extensos cañaverales de caña de azúcar. La comuna dispone de dos colegios primarios y dos secundarios, uno de educación comercial y el otro de educación técnica.
Unos 5 km al noroeste de Río Seco, en el ingreso a la quebrada del Portugués se encuentran las ruinas españolas de Ibatín o Antiguo Tucumán, es decir el primer asiento que tuvo la ciudad de San Miguel de Tucumán.
Es sede del club de fútbol La Providencia que participa en la liga Tucumana de fútbol.

## Población
Cuenta con 5131 habitantes (Indec, 2010), lo que representa un incremento del 7 % frente a los 4785 habitantes (Indec, 2001) del censo anterior. Junto a la localidad de Villa Quinteros conforma un aglomerado urbano que cuenta con un total de 9371 habitantes (Indec, 2010).
| Gráfica de evolución demográfica de Río Seco entre 1991 y 2010 |
|                                                                |
| Fuente: censos nacionales del INDEC                            |

## Parroquias de la Iglesia católica en Río Seco
| Diócesis  | Santísima Concepción  |
| --------- | --------------------- |
| Parroquia | Inmaculada Concepción |